# 洛西口車站

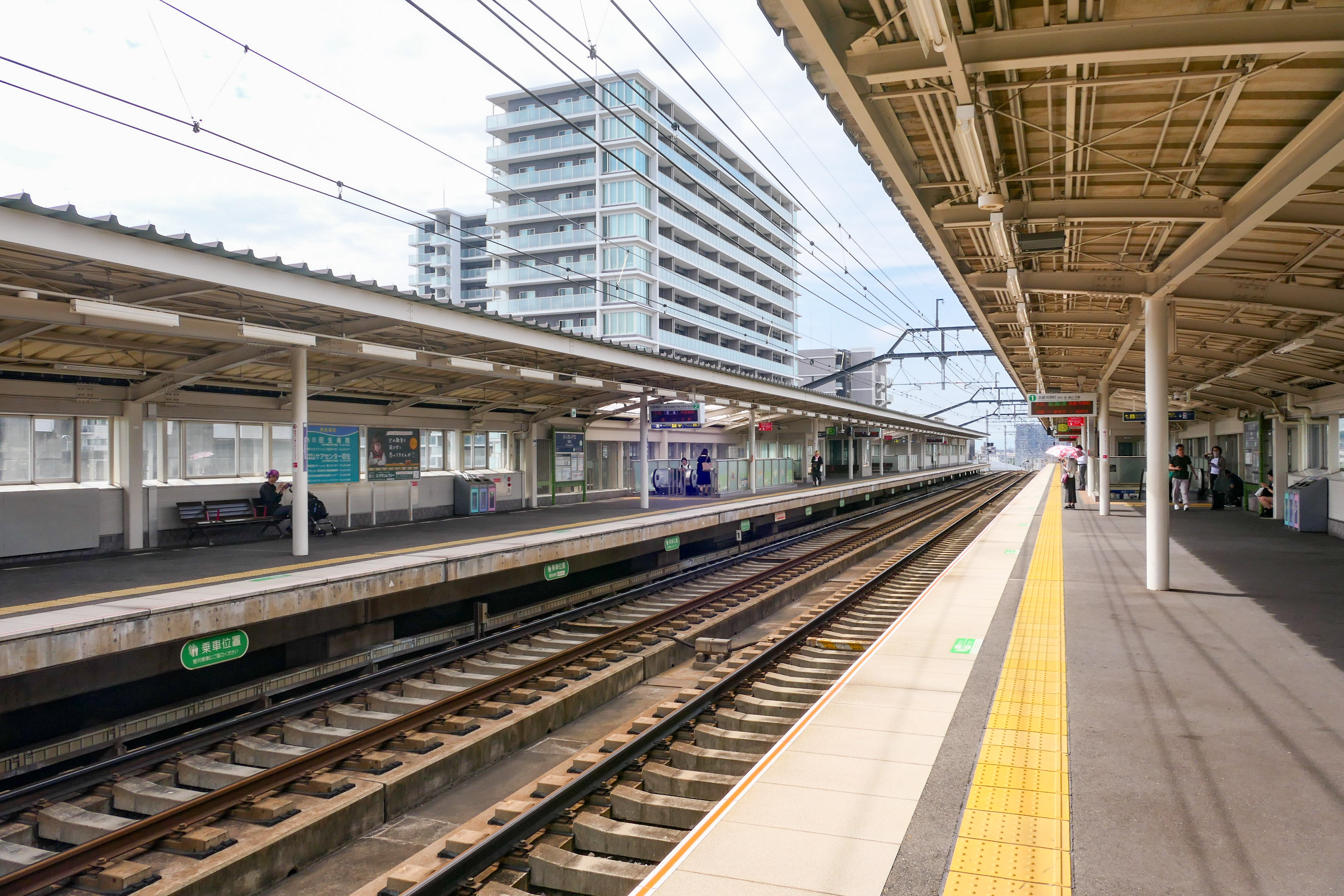
月台（2025年6月）

洛西口站（日语：／ Rakusaiguchi eki */?）是位於京都市西京區川島六之坪町，屬於阪急電鐵京都本線的鐵路車站。車站編號為HK-80。

## 歷史
第二次世界大戰終戰翌年的1946年（昭和21，在東向日站 - 桂站間設置了物集女站（もずめえき）。站名來自於西側的聚落「物集女」（舊乙訓郡向日町物集女、現向日市物集女町），戰時，在物集女東側一帶的農地（現陸上自衛隊桂駐屯地、京都府立桂高等学校）建設軍需工廠，設置物集女站作為最近的車站，但開業時即迎來終戰，本站僅僅2年就被廢止。
之後由於桂站周邊區域的開發，2003年（平成15年）洛西口站開業。是阪急電鐵自1973年千里線山田站開業以來的新站。
- 1946年（昭和21年）2月1日 - 物集女站開業[3]。
- 1948年（昭和23年）3月1日 - 物集女站廢止[3]。
- 2003年（平成15年）3月16日 - 洛西口站開業。
- 2008年（平成20年）3月 - 高架化工程完工。
- 2013年（平成25年）
  - 10月26日 - 上行線月台高架化[7]。
  - 12月21日 - 導入車站編號[3]。
- 2016年（平成28年）3月5日 - 下行線月台高架化[8]。
- 2018年（平成30年）10月22日 - 「TauT阪急洛西口」第1期開業[9]。
- 2020年（令和2年）1月29日 - 「TauT阪急洛西口」第2期開業[10]。
- 2021年（令和3年）2月1日 - 「TauT阪急洛西口」第3期開業[11]。

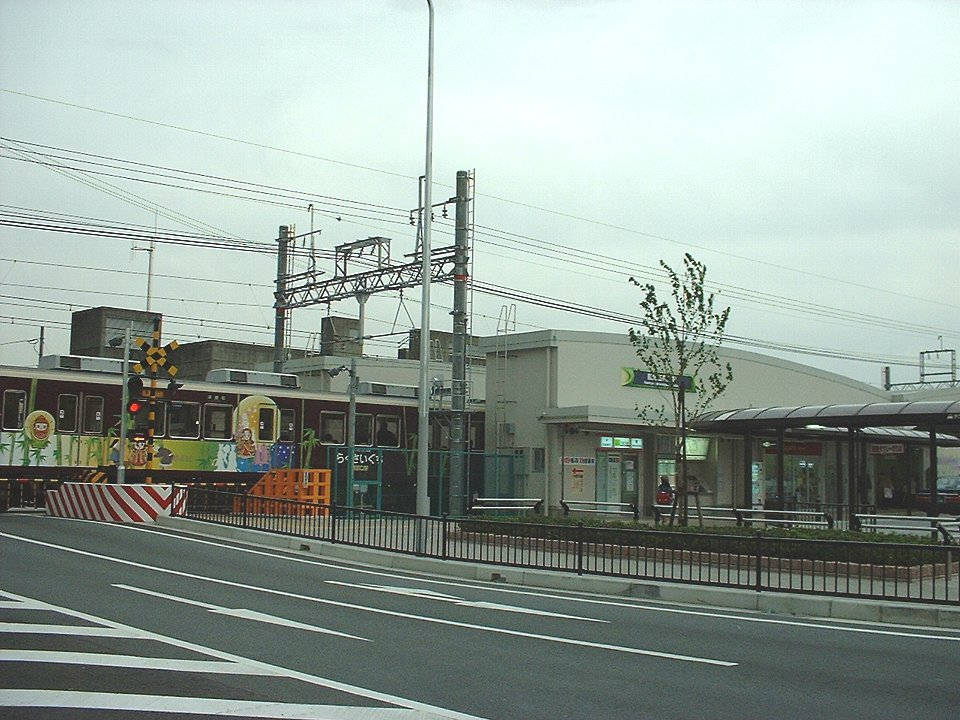
開業當時的站房（2003年4月25日）
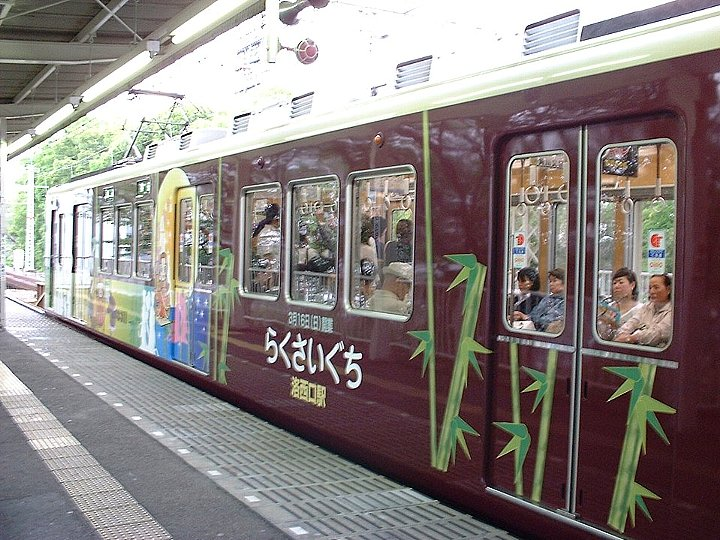
有紀念装飾的電車（2003年4月25日）
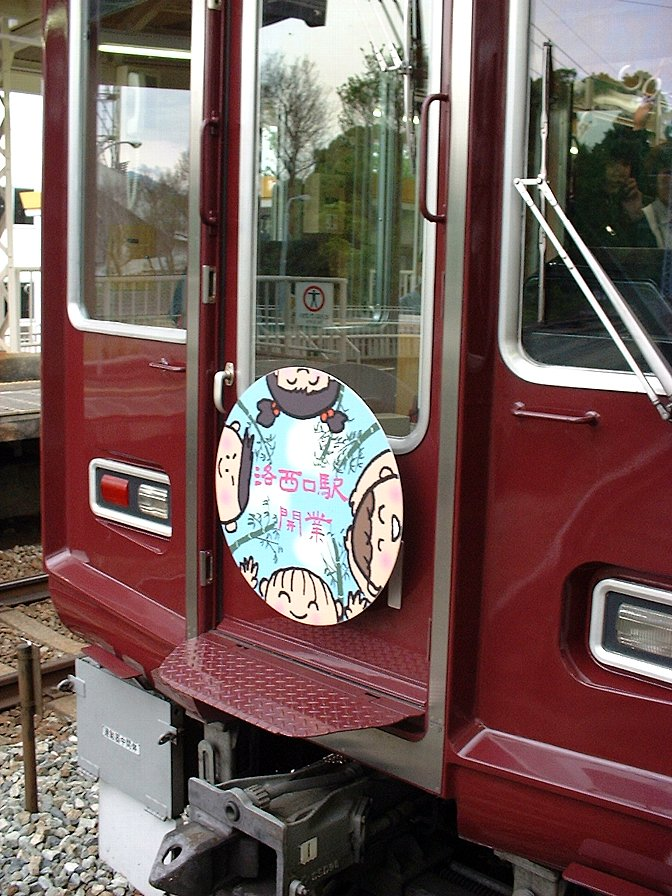
開業紀念的火車頭裝飾（2003年4月25日）
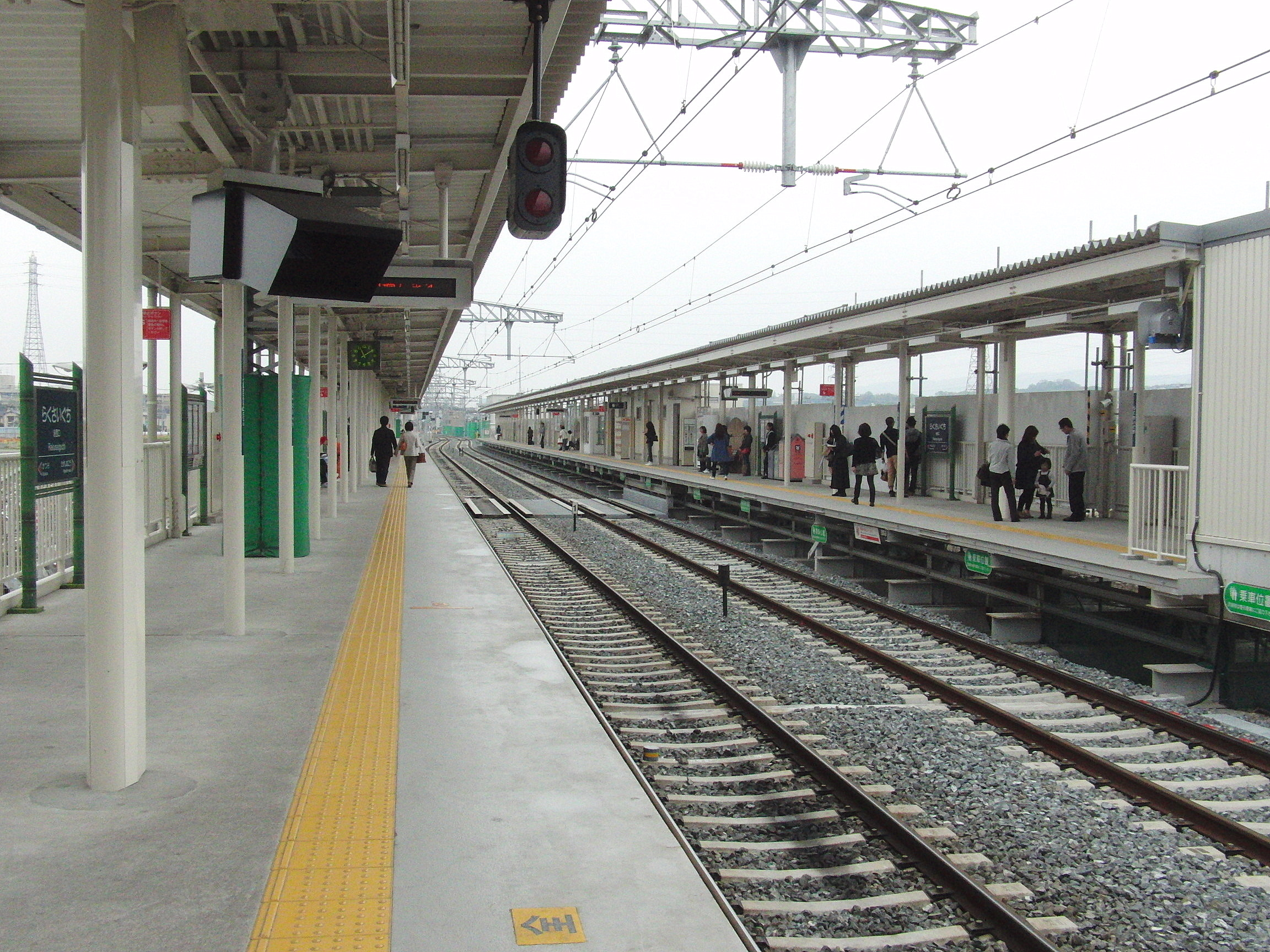
高架化工程中的臨時月台（2011年5月1日）
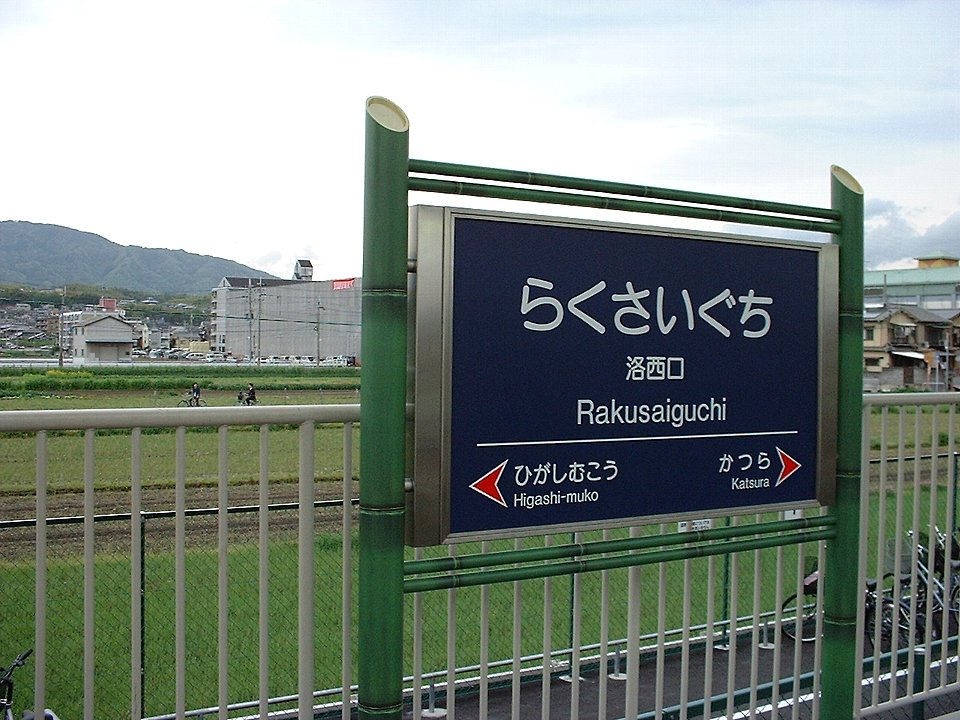
配合景觀設計的站名標示（2003年4月25日）

## 車站構造
此站為側式月台2面2線的高架車站。

### 月台配置
| 月台 | 路線     | 方向 | 目的地                              |
| ---- | -------- | ---- | ----------------------------------- |
| 1    | 京都本線 | 上行 | 往 桂、京都河原町、嵐山             |
| 2    | 京都本線 | 下行 | 往 高槻市、淡路、大阪梅田、天下茶屋 |

## 使用狀況
各年度1日平均上車、上下車人次如下表。
| 年度               | 1日平均 上下車人次 | 1日平均 上車人次 |
| ------------------ | ------------------ | ---------------- |
| 2007年（平成19年） | 7,219              | 3,839            |
| 2008年（平成20年） | 7,801              | 4,118            |
| 2009年（平成21年） | 7,526              | 3,805            |
| 2010年（平成22年） | 7,532              | 3,888            |
| 2011年（平成23年） | 7,449              | 3,814            |
| 2012年（平成24年） | 7,666              | 3,940            |
| 2013年（平成25年） | 7,549              | 3,904            |
| 2014年（平成26年） | 7,866              | 3,984            |
| 2015年（平成27年） | 12,363             | 6,219            |
| 2016年（平成28年） | 11,989             | 6,034            |
| 2017年（平成29年） | 13,142             | 6,668            |
| 2018年（平成30年） | 13,523             | 6,786            |
| 2019年（令和元年） | 13,792             | 6,915            |

## 車站周邊
- TauT阪急洛西口 - 車站高架下的商場，2018年10月22日開業。
- 陸上自衛隊桂駐屯地
- 京都府道201号中山稻荷線
- 淳和天皇御火葬所
- 向日物集女郵局
- 物集女城跡
- 向日回生醫院
- ÆON MALL京都桂川（最近的車站是桂川站）
- 西日本旅客鐵道（JR西日本）東海道本線（JR京都線）桂川站 - 距離約600公尺。

## 公車路線
公車站「洛西口站前」位於西口，公車站「川島六之坪町」則位於東口。
| 車站         | 系統         | 目的地                       | 主要行經地           | 備註         | 營運公司     |
| ------------ | ------------ | ---------------------------- | -------------------- | ------------ | ------------ |
| 洛西口站前   | 42           | 京都站前                     | JR桂川站前・東寺     |              | 京都市營巴士 |
| 洛西口站前   | 69           | 二條站西口                   | 上桂站前・四條大宮   |              | 京都市營巴士 |
| 洛西口站前   | 69           | 桂站東口                     | JR桂川站前           |              | 京都市營巴士 |
| 洛西口站前   | 70           | 太秦天神川站前               | JR桂川站前・梅津段町 |              | 京都市營巴士 |
| 洛西口站前   | 70           | 小畑川公園北口（洛西營業所） |                      |              | 京都市營巴士 |
| 洛西口站前   | 西4          | 洛西巴士總站                 | 境谷中心             |              | 京都市營巴士 |
| 洛西口站前   | 西4          | JR桂川站前                   |                      |              | 京都市營巴士 |
| 洛西口站前   | 特西4        | 洛西巴士總站                 | 南福西町・東新林町   |              | 京都市營巴士 |
| 洛西口站前   | 特西4        | JR桂川站前                   |                      |              | 京都市營巴士 |
| 洛西口站前   | 1            | 桂坂中央                     | 西桂坂               |              | Yasaka巴士   |
| 洛西口站前   | 1            | JR桂川站前・JR向日町         |                      |              | Yasaka巴士   |
| 洛西口站前   | 2            | 西竹之里                     |                      | 逆時針循環   | Yasaka巴士   |
| 洛西口站前   | 2            | JR桂川站前・JR向日町         |                      |              | Yasaka巴士   |
| 洛西口站前   | 3            | 福西竹之里                   |                      | 順時針循環   | Yasaka巴士   |
| 洛西口站前   | 3            | JR桂川站前・JR向日町         |                      |              | Yasaka巴士   |
| 洛西口站前   | 4            | 桂坂中央                     | 洛西高校             |              | Yasaka巴士   |
| 洛西口站前   | 4            | JR桂川站前・JR向日町         |                      |              | Yasaka巴士   |
| 洛西口站前   | 6            | 花之舞公園方面・桂坂中央     | 東桂坂               |              | Yasaka巴士   |
| 洛西口站前   | 6            | JR桂川站前                   |                      |              | Yasaka巴士   |
| 洛西口站前   | 11A・12A     | 京都成章高校                 |                      |              | 京阪京都交通 |
| 洛西口站前   | 11A・12A     | JR桂川站前                   |                      |              | 京阪京都交通 |
| 洛西口站前   | 22・22B      | JR桂川站前                   |                      |              | 京阪京都交通 |
| 洛西口站前   | 22・22B      | 桂坂中央                     |                      |              | 京阪京都交通 |
| 洛西口站前   | 洛西新市鎮線 | 洛西新市鎮線                 | 洛西新市鎮線         | 洛西新市鎮線 | 阪急巴士     |
| 洛西口站前   | 4・5         | 洛西巴士總站                 | 西竹之里             |              | 阪急巴士     |
| 洛西口站前   | 4・5         | JR向日町、阪急東向日         | 高田町               |              | 阪急巴士     |
| 洛西口站前   | 6            | 阪急東向日                   | 車塚住宅             |              | 阪急巴士     |
| 洛西口站前   | 6            | JR桂川站前                   | 高田町               |              | 阪急巴士     |
| 洛西口站前   | 14           | 西竹之里町                   | 洛西巴士總站         |              | 阪急巴士     |
| 洛西口站前   | 14           | JR桂川站前                   | 高田町               |              | 阪急巴士     |
| 川島六之坪站 | 特南1        | 久世工業團地                 | JR桂川站前・中久世   |              | 京都市營巴士 |
| 川島六之坪站 | 特南1        | 桂高校前                     | 桂站東口・下桂       |              | 京都市營巴士 |

## 相鄰車站
阪急電鐵
 京都本線
□快速特急A、■快速特急、■特急、■通勤特急、■快速急行、■快速
通過
■準急、■普通
東向日（HK-79）－洛西口（HK-80）－桂（HK-81）

## 外部連結
- 洛西口 - 阪急電鐵